# Ga Jeongneung
Ga Jeongneung (Đại học Kookmin) (Tiếng Hàn: 정릉(국민대입구)역, Hanja: 貞陵驛) là ga trên Tuyến Ui-Sinseol nằm ở Jeongneung-dong, Seongbuk-gu, Seoul. Nó được khai trương vào ngày 2 tháng 9 năm 2017.

## Lịch sử
- 2 tháng 3 năm 2017: Tên ga được quyết định là Ga Jeongneung [4]
- 2 tháng 9 năm 2017: Bắt đầu hoạt động với việc khai trương Tuyến đường sắt nhẹ Seoul Ui Sinseol

## Bố trí ga
| Bukhansan Bogungmun ↑      |
| \| N/B                     |
| ↓ Đại học Nữ sinh Sungshin |

| Hướng Bắc | ● Tuyến Ui-Sinseol | ← Hướng đi Solsaem · Samyang · Nghĩa trang Quốc gia 19 tháng 4 · Bukhansan Ui |
| Hướng Nam | ● Tuyến Ui-Sinseol | → Hướng đi Đại học Nữ sinh Sungshin · Bomun · Sinseol-dong →                  |

## Xung quanh nhà ga
- Trường tiểu học Seoul Sungdeok
- Trung tâm phúc lợi hành chính Jeongneung 2-dong
- Trường tiểu học Seoul Jeongsu
- Đại học Kookmin
- Đại học Seokyeong
- Jeongneung
- Trung tâm phúc lợi hành chính Jeongneung 1-dong
- Thư viện thông tin Arirang Trung tâm truyền thông Arirang
- Đèo Arirang
- Trường tiểu học Seoul Jeongdeok
- Trung tâm phúc lợi hành chính Donam 2-dong

## Hình ảnh

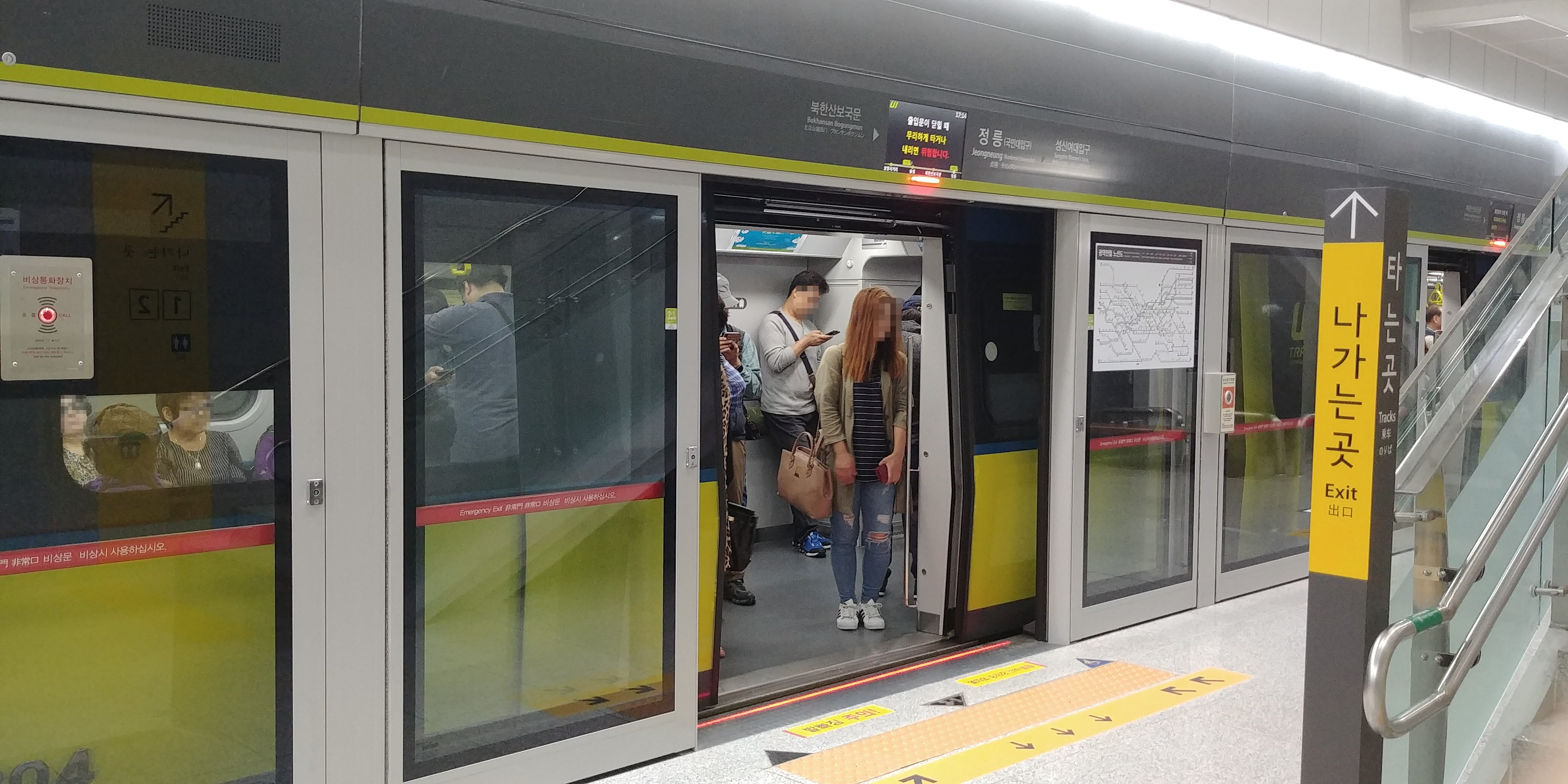
Sân ga (hướng Sinseol-dong)
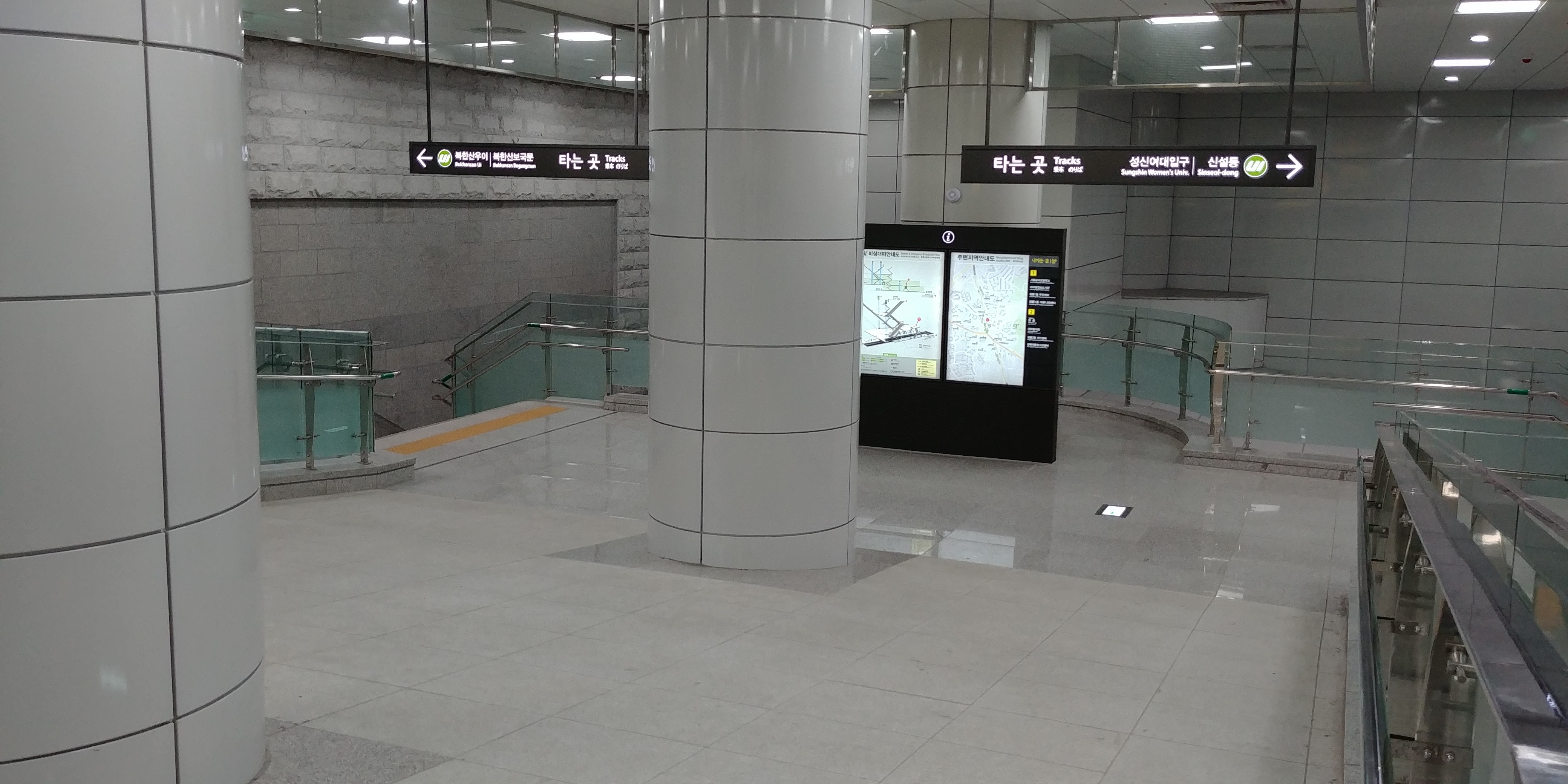
Phòng chờ